# 800 mètres féminin aux championnats du monde d'athlétisme 2017
Pour un article plus général, voir Championnats du monde d'athlétisme 2017.
Navigation
Pékin 2015 Doha 2019
L'épreuve du 800 mètres féminin des championnats du monde de 2017 se déroule du 10 au 13 août 2017 dans le Stade olympique de Londres, au Royaume-Uni.

## Critères de qualification
Pour se qualifier pour les championnats, il faut avoir réalisé 2 min 1 s 00 ou moins entre le 1er octobre 2016 et le 23 juillet 2017.

## Médaillées
| Or             | Argent             | Bronze      |
| Caster Semenya | Francine Niyonsaba | Ajeé Wilson |

## Résultats

### Finale
| Rang               | Couloir | Athlète            | Nationalité    | Temps         | Notes | Temps de passage | Temps de passage |
| Rang               | Couloir | Athlète            | Nationalité    | Temps         | Notes | 1er 400 m        | 2e 400 m         |
| ------------------ | ------- | ------------------ | -------------- | ------------- | ----- | ---------------- | ---------------- |
| Médaille d'or      | 4       | Caster Semenya     | Afrique du Sud | 1 min 55 s 16 | WL    | 58 s 53          | 56 s 63          |
| Médaille d'argent  | 7       | Francine Niyonsaba | Burundi        | 1 min 55 s 92 |       | 57 s 98          | 57 s 94          |
| Médaille de bronze | 5       | Ajeé Wilson        | États-Unis     | 1 min 56 s 65 |       | 58 s 21          | 58 s 44          |
| 4                  | 9       | Margaret Wambui    | Kenya          | 1 min 57 s 54 |       | 58 s 36          | 59 s 18          |
| 5                  | 6       | Melissa Bishop     | Canada         | 1 min 57 s 68 |       | 58 s 51          | 59 s 17          |
| 6                  | 3       | Angelika Cichocka  | Pologne        | 1 min 58 s 41 | PB    | 58 s 82          | 59 s 59          |
| 7                  | 8       | Charlene Lipsey    | États-Unis     | 1 min 58 s 73 |       | 58 s 77          | 59 s 96          |
| 8                  | 2       | Lynsey Sharp       | Royaume-Uni    | 1 min 58 s 98 |       | 58 s 42          | 1 min 00 s 56    |

### Demi-finales
Les deux premières de chaque série (Q) et les deux meilleurs temps (q) se qualifient pour la finale.
| Rang | Série | Couloir | Athlète               | Nationalité    | Temps         | Notes |
| ---- | ----- | ------- | --------------------- | -------------- | ------------- | ----- |
| 1    | 2     | 6       | Caster Semenya        | Afrique du Sud | 1 min 58 s 90 | Q     |
| 2    | 1     | 4       | Ajeé Wilson           | États-Unis     | 1 min 59 s 21 | Q     |
| 3    | 2     | 3       | Angelika Cichocka     | Pologne        | 1 min 59 s 32 | Q, SB |
| 4    | 2     | 7       | Charlene Lipsey       | États-Unis     | 1 min 59 s 35 | q     |
| 5    | 2     | 5       | Lynsey Sharp          | Royaume-Uni    | 1 min 59 s 47 | q     |
| 6    | 1     | 7       | Melissa Bishop        | Canada         | 1 min 59 s 56 | Q     |
| 7    | 1     | 3       | Noélie Yarigo         | Bénin          | 1 min 59 s 74 | SB    |
| 8    | 1     | 6       | Rose Mary Almanza     | Cuba           | 1 min 59 s 79 |       |
| 9    | 2     | 4       | Selina Büchel         | Suisse         | 1 min 59 s 85 |       |
| 10   | 1     | 8       | Hedda Hynne           | Norvège        | 1 min 59 s 88 |       |
| 11   | 1     | 9       | Adelle Tracey         | Royaume-Uni    | 2 min 00 s 26 | PB    |
| 12   | 1     | 2       | Hanna Hermansson      | Suède          | 2 min 00 s 43 | PB    |
| 13   | 2     | 2       | Eglė Balčiūnaitė      | Lituanie       | 2 min 00 s 48 | SB    |
| 14   | 1     | 5       | Habitam Alemu         | Éthiopie       | 2 min 00 s 69 |       |
| 15   | 2     | 9       | Sanne Verstegen       | Pays-Bas       | 2 min 00 s 92 |       |
| 16   | 3     | 5       | Francine Niyonsaba    | Burundi        | 2 min 01 s 11 | Q     |
| 17   | 3     | 7       | Margaret Wambui       | Kenya          | 2 min 01 s 19 | Q     |
| 18   | 3     | 4       | Brenda Martinez       | États-Unis     | 2 min 01 s 31 |       |
| 19   | 3     | 2       | Halimah Nakaayi       | Ouganda        | 2 min 01 s 74 |       |
| 20   | 3     | 6       | Joanna Jóźwik         | Pologne        | 2 min 01 s 91 |       |
| 21   | 2     | 8       | Dorcus Ajok           | Ouganda        | 2 min 02 s 00 |       |
| 22   | 3     | 8       | Shelayna Oskan-Clarke | Royaume-Uni    | 2 min 02 s 26 |       |
| 23   | 3     | 9       | Christina Hering      | Allemagne      | 2 min 02 s 69 |       |
| 24   | 3     | 3       | Gena Löfstrand        | Afrique du Sud | 2 min 03 s 67 |       |

### Séries
Les 3 premières de chaque série (Q) et les 6 plus rapides (q) se qualifient pour al demi-finale
| Rang | Série | Couloir | Athlète                 | Nationalité      | Temps         | Notes |
| ---- | ----- | ------- | ----------------------- | ---------------- | ------------- | ----- |
| 1    | 6     | 5       | Francine Niyonsaba      | Burundi          | 1 min 59 s 86 | Q     |
| 2    | 6     | 7       | Habitam Alemu           | Éthiopie         | 2 min 00 s 07 | Q     |
| 3    | 6     | 9       | Selina Büchel           | Suisse           | 2 min 00 s 23 | Q     |
| 4    | 6     | 3       | Adelle Tracey           | Royaume-Uni      | 2 min 00 s 28 | q, PB |
| 5    | 1     | 6       | Ajee' Wilson            | États-Unis       | 2 min 00 s 52 | Q     |
| 6    | 4     | 4       | Margaret Wambui         | Kenya            | 2 min 00 s 75 | Q     |
| 7    | 2     | 3       | Angelika Cichocka       | Pologne          | 2 min 00 s 86 | Q, SB |
| 8    | 1     | 4       | Noélie Yarigo           | Bénin            | 2 min 00 s 99 | Q, SB |
| 9    | 4     | 6       | Lynsey Sharp            | Royaume-Uni      | 2 min 01 s 04 | Q     |
| 10   | 2     | 5       | Melissa Bishop          | Canada           | 2 min 01 s 11 | Q     |
| 11   | 6     | 4       | Christina Hering        | Allemagne        | 2 min 01 s 13 | q     |
| 12   | 1     | 7       | Eglė Balčiūnaitė        | Lituanie         | 2 min 01 s 21 | Q, SB |
| 13   | 6     | 2       | Hanna Hermansson        | Suède            | 2 min 01 s 25 | q     |
| 14   | 2     | 9       | Shelayna Oskan-Clarke   | Royaume-Uni      | 2 min 01 s 30 | Q     |
| 15   | 3     | 7       | Caster Semenya          | Afrique du Sud   | 2 min 01 s 33 | Q     |
| 16   | 3     | 2       | Rose Mary Almanza       | Cuba             | 2 min 01 s 43 | Q     |
| 17   | 1     | 2       | Sanne Verstegen         | Pays-Bas         | 2 min 01 s 50 | q     |
| 18   | 3     | 8       | Joanna Jóźwik           | Pologne          | 2 min 01 s 51 | Q     |
| 19   | 2     | 6       | Brenda Martinez         | États-Unis       | 2 min 01 s 53 | q     |
| 20   | 6     | 6       | Gena Löfstrand          | Afrique du Sud   | 2 min 01 s 73 | q     |
| 21   | 3     | 3       | Angie Petty             | Nouvelle-Zélande | 2 min 01 s 76 |       |
| 22   | 3     | 6       | Natoya Goule            | Jamaïque         | 2 min 01 s 77 |       |
| 23   | 4     | 7       | Halimah Nakaayi         | Ouganda          | 2 min 01 s 80 | Q     |
| 24   | 4     | 9       | Maryna Arzamasova       | Biélorussie      | 2 min 01 s 92 | SB    |
| 25   | 4     | 2       | Mahlet Mulugeta         | Éthiopie         | 2 min 02 s 04 |       |
| 26   | 4     | 8       | Olha Lyakhova           | Ukraine          | 2 min 02 s 07 |       |
| 27   | 2     | 4       | Esther Guerrero         | Espagne          | 2 min 02 s 22 |       |
| 28   | 3     | 4       | Brittany McGowan        | Australie        | 2 min 02 s 25 |       |
| 29   | 1     | 8       | Winnie Nanyondo         | Ouganda          | 2 min 02 s 65 |       |
| 30   | 2     | 2       | Emily Cherotich Tuei    | Kenya            | 2 min 02 s 70 |       |
| 31   | 5     | 6       | Charlene Lipsey         | États-Unis       | 2 min 02 s 74 | Q     |
| 32   | 4     | 3       | Yusneysi Santiusti      | Italie           | 2 min 02 s 75 |       |
| 33   | 5     | 2       | Hedda Hynne             | Norvège          | 2 min 02 s 85 | Q     |
| 34   | 5     | 7       | Dorcus Ajok             | Ouganda          | 2 min 02 s 98 | Q     |
| 35   | 1     | 3       | Kore Tola               | Éthiopie         | 2 min 03 s 01 |       |
| 36   | 4     | 5       | Lindsey Butterworth     | Canada           | 2 min 03 s 19 |       |
| 37   | 5     | 9       | Aníta Hinriksdóttir     | Islande          | 2 min 03 s 45 |       |
| 38   | 5     | 5       | Georgia Griffith        | Australie        | 2 min 03 s 54 |       |
| 39   | 3     | 5       | Annie Leblanc           | Canada           | 2 min 04 s 06 |       |
| 40   | 5     | 3       | Síofra Cléirigh Büttner | Irlande          | 2 min 06 s 54 |       |
| 41   | 2     | 8       | Lora Storey             | Australie        | 2 min 07 s 17 |       |
| 42   | 1     | 5       | Johana Arrieta          | Colombie         | 2 min 07 s 36 |       |
| 43   | 2     | 7       | Nimali Liyanarachchi    | Sri Lanka        | 2 min 08 s 49 |       |
| 44   | 5     | 4       | Kimarra McDonald        | Jamaïque         | 2 min 09 s 19 |       |
| 45   | 6     | 8       | Rose Lokonyen           | Soudan du Sud    | 2 min 20 s 06 | SB    |
| —    | 1     | 9       | Lovisa Lindh            | Suède            | DNS           |       |
| —    | 5     | 8       | Eunice Sum              | Kenya            | DNS           |       |

## Légende
Records et Performances
- AR : Record continental (area record)
- CR : Record des championnats (championship record)
- MR : Record du meeting (meet record)
- NR : Record national (national record)
- OR : Record olympique (olympic record)
- PR : Record paralympique (paralympic record)
- PB : Record personnel (personal best)
- SB : Meilleure performance personnelle de la saison (season's best)
- WL : Meilleure performance mondiale de l'année (world leader)
- WJR : Record du monde junior (world junior record)
- WR : Record du monde (world record)

Circonstances et Conditions
- DNF : N'a pas terminé (did not finish)
- DNS : N'a pas pris le départ (did not start)
- DQ : Disqualification (disqualification)
- NM : Aucun essai valable enregistré (No Mark)
- Q : Qualifié « directement » au prochain tour (ou à la prochaine compétition), lors d'une compétition majeure, grâce au classement ou à la réalisation des minima (automatic qualifier)
- q : Qualifié au prochain tour (ou à la prochaine compétition), lors d'une compétition majeure, grâce au repêchage ou à la réalisation de l'une des meilleures performances parmi celles des « non qualifiés directement » (grâce au meilleur temps ou à la meilleure distance par exemple) (secondary qualifier)